# Pyrinia discata
Pyrinia discata là một loài bướm đêm trong họ Geometridae.